# Gebärden-unterstützte Kommunikation
Die Gebärden-unterstützte Kommunikation (GuK) nach Prof. Etta Wilken ist ein Teilbereich der unterstützten Kommunikation  (UK).

## Prinzip
Diese Methode zur Sprachanbahnung soll Kindern mit einer  verzögerten Lautsprachentwicklung, die jedoch über ein gewisses Maß kontrolliert einsetzbarer Gestik verfügen und bei denen der Lautspracherwerb erwartet werden kann, zum einen verständliche Kommunikationsmöglichkeiten eröffnen und zum anderen den Prozess des Erlernens des Lautsprachausdrucks (expressive Sprache) durch die visuell-bildhafte Verdeutlichung unterstützen. Dies geschieht durch den Einsatz sogenannter GuK-Karten und vergleichsweise einfach gehaltener sprachbegleitender Gebärden.
Die Nutzung der Gebärden beginnt sehr früh durch nahe Bezugspersonen des Kindes (Eltern, Geschwister usw.), die dem Kind lautsprachlich unterstützt regelmäßig genutzte Begriffe vorgebärden (z. B. für trinken, essen, schlafen, geben, holen). Durch die beständige Wiederholung lernt das Kind, bestimmte Begriffe mit einer bestimmten Tätigkeit zu verbinden und diese wiederum mit einem bestimmten Wort und einer bestimmten Gebärde zu verbinden.
Sobald entweder Gestik oder Lautsprache das benötigte Niveau erreicht haben, soll das Kind beginnen, die bisher kognitiv erfassten Begriffe entweder lautsprachlich zu artikulieren oder zu gebärden.

## Förderanspruch
Die eingesetzten, zum Teil individuell gehaltenen und je nach motorischen und kognitiven Fähigkeiten des Kindes variierten GuK-Gebärden sollen den Lautspracherwerb fördern, aber keinesfalls die Lautsprache an sich ersetzen. Aufgrund dessen wird mit der Zunahme lautsprachlicher Artikulationsfähigkeit die Verwendung der nonverbalen Zeichen nach und nach eingeschränkt, wobei in der Übergangsphase meist sowohl gebärdet als auch lautsprachlich artikuliert wird, bevor die Gebärden aussetzen. In allen bisher dazu angelegten Studien, die unabhängig voneinander durchgeführt wurden, konnte nachgewiesen werden, dass das nach wie vor bestehende und auch bei manchen Logopäden bestehende Vorurteil, durch Gebärdennutzung würde die Lautsprachentwicklung verzögert, keinesfalls zutrifft. Im Gegenteil erreichen mit GuK geförderte Kinder schneller lautsprachliche Artikulationsfähigkeiten, als dies im Hinblick auf ihre jeweilige Behinderung erwartet wird.
Bei der GuK-Methode werden keine ganzen Sätze und keine grammatischen Strukturen gebärdet, sondern lediglich die in einem bestimmten situativen Zusammenhang jeweils bedeutsamen Schlüsselwörter.

## Einsatzspektrum
Insbesondere für viele Kinder mit Down-Syndrom, aber durchaus auch für Kinder mit anderen Behinderungen bzw. ursächlich anders begründeter Sprachentwicklungsverzögerung und/oder solchen mit vorerst eingeschränkter Hörfähigkeit ist das GuK-System zu einem wichtigen Hilfsmittel für die zwischenmenschliche Kommunikation geworden. Nicht zuletzt profitieren auch Eltern und andere Bezugspersonen der Kinder von der Möglichkeit der Verständigung durch GuK bzw. von den dadurch erweiterten Fähigkeiten der Kinder, ihre Bedürfnisse und Wünsche verständlich auszudrücken.
Da es generell so ist, dass die kognitive Auffassungsgabe und die rezeptive Sprache (Lautsprachverständnis) auch bei Regelkindern stets schneller voranschreitet als ihre expressive Sprache (Lautsprachausdruck), nutzen teilweise auch Eltern von Regelkindern das GuK-System. Sie ermöglichen es ihren Kindern dadurch, sich bereits vor dem Erwerb der Lautsprache gemäß ihren jeweiligen kognitiven Fähigkeiten verständlich auszudrücken und sich mitzuteilen.
Entwickelt wurde das GuK-System und die ihm zugrunde liegende theoretische Konzeption von Etta Wilken, emeritierte Professorin der Leibniz Universität Hannover und Mitglied im wissenschaftlichen Beirat von ISAAK – Gesellschaft für Unterstützte Kommunikation e. V. Es findet hauptsächlich Anwendung im privaten Umfeld der Kinder, in Kindergärten und an Förderschulen für Menschen mit kognitiver Behinderung und wird nur so lange eingesetzt, bis das Kind die Möglichkeiten der lautsprachlichen Kommunikation angemessen zur Verständigung nutzen kann.
Die GuK-Karten sind in Deutschland reguläre Leistung der gesetzlichen Krankenkassen und im Hilfsmittelkatalog gelistet.